# Piotr Agafonow
Piotr Aleksandrowicz Agafonow, ros. Петр Александрович Агафонов (ur. 1902 we wsi Pieski, zm. 1955 lub 1957) – radziecki innowator produkcji, laureat Nagrody Stalinowskiej w 1952.
Od 1917 pracował w lokomotywowni w Czelabińsku. Od 1927 był pomocnikiem maszynisty, następnie maszynistą parowozu. W latach 30. wprowadził nową metodę pierścieniowej jazdy na kolei i opanował napęd ciężkich składów.
Po ataku Niemiec na ZSRR zainicjował utworzenie kolumn parowozowych Ludowego Komisariatu Kolejnictwa (1941), które szeroko wykorzystywano w komunikacjach przyfrontowych. Jesienią 1941 zorganizował i kierował pierwszą w ZSRR kolumną parowozową im. Państwowego Komitetu Obrony w składzie 5, a następnie 15 lokomotyw. Kolumna przez 3 lata przewiozła ponad 2 tysiące ciężkich składów, ponad normę przewiozła 150 mln ton ładunku.